# Afroleptomydas griquaensis
Afroleptomydas griquaensis är en tvåvingeart som beskrevs av Hesse 1969. Afroleptomydas griquaensis ingår i släktet Afroleptomydas och familjen Mydidae. Inga underarter finns listade i Catalogue of Life.